# Erebus (Marskrater)
Erebus ist ein Impaktkrater auf dem Mars. Er hat einen Durchmesser von 350 m und befindet sich auf der Meridiani-Planum-Hochebene innerhalb des MC-19 Margaritifer Sinus Gradfeldes.
Er wurde vom Opportunity Rover auf seinem Weg zum sehr viel größeren Victoria-Krater besucht. Namensgeberin für diesen Krater ist das Expeditionsschiff Erebus, mit der James Clark Ross das Ross-Schelfeis entdeckte. Weiterhin war die Erebus Flaggschiff der verschwundenen Franklin-Expedition.
Der Rover erreichte die unmittelbare Nähe des Kraters im Oktober 2005 und blieb dort bis März 2006 (Sol 550 bis Sol 750).
Der Krater liegt etwa 2500 Meter südlich des kleineren Wostok-Kraters, den Opportunity zuvor untersucht hatte. An seiner westlichen Seite befindet sich ein flacher Felsaufschluss names Payson Ridge und an seinem nordwestlichen Rand einen Felsaufschluss der Olympia Ridge genannt wird. Die Topographie des Kraters wird von Geologen auch als echted terrain bezeichnet – dabei handelt es sich um relativ flaches Terrain, bei dem flache Felsen ein Gebiet mit Dünen umschließen.

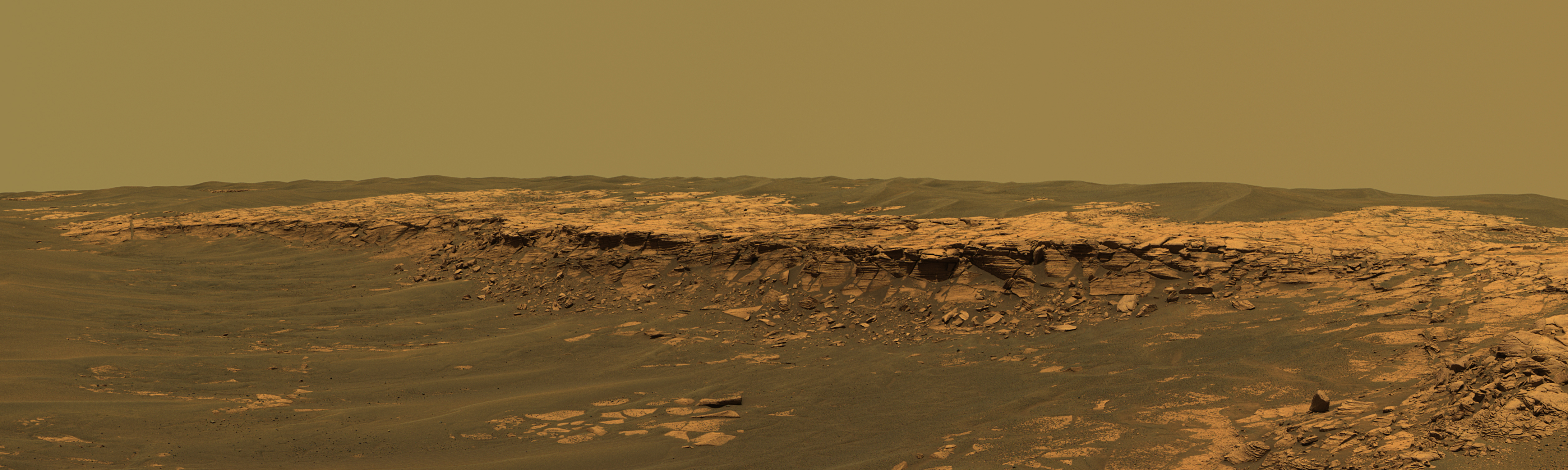
Der Payson Ridge auf der westlichen Seite des Kraters.
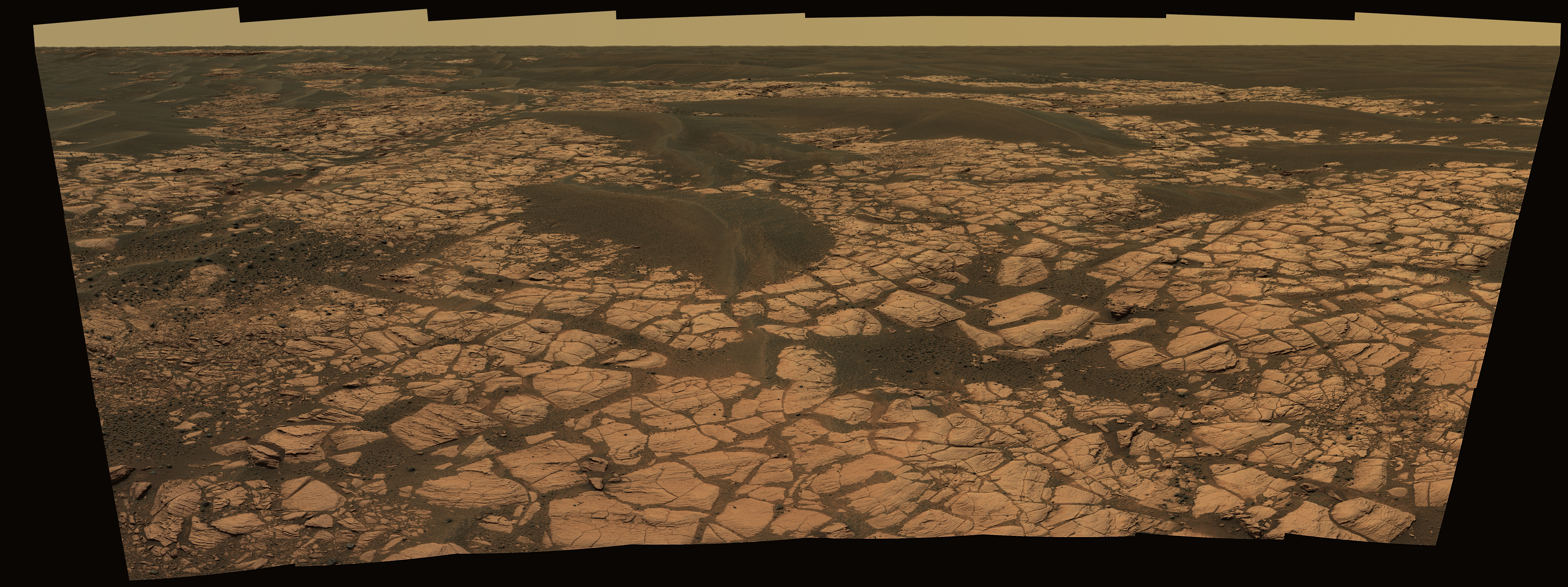
Olympia Ridge am nordwestlichen Rand des Kraters
Panoramafarbbild aufgenommen von Opportunity am Kraterrand. Der Krater selbst befindet sich in dem flachen Gebiet oben in der Mitte.
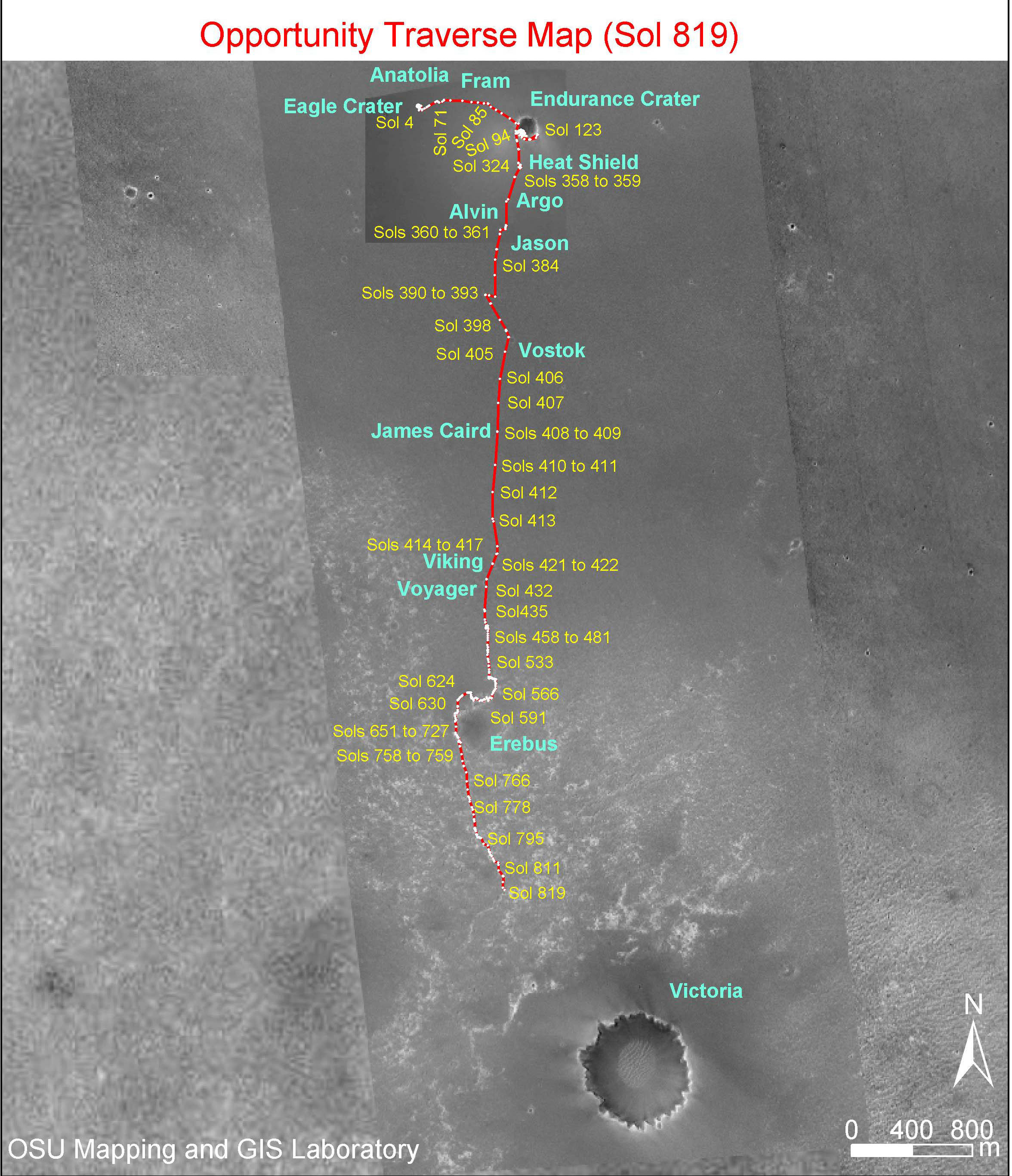
Fahrstrecke von Opportunity. Erebus befindet sich etwa in der Mitte des Bildes.